# De beulen van de beurs
De beulen van de beurs (Engelse titel: Gladiator-at-Law) is een sciencefictionroman van het Amerikaanse schrijversduo Frederik Pohl en Cyril Kornbluth. Het is geschreven in 1955. Het speelt zich af in een onbepaalde toekomst, nadat een oorlog de stad New York grotendeels heeft vernietigd.

## Synopsis
Plaats van handeling is de stad Monmouth City. Na de oorlog is het kapitalisme doorgeschoten. Alle bevolking is zijn verdeeld in drie groepen: de rijke industriëlen, die het geld onderling verdelen, de arbeiders, die voor hun mogen werken en de rest van het volk, dat zoet gehouden wordt met brood-en-spelen. De steden zijn daarop aangepast. 
Hoofdpersoon is de niet al te goede advocaat Charles Mundin, deel uitmakende van de dunne middenlaag. Hij mag zich bezighouden met de minder lucratieve civiele strafzaken, terwijl het rijkdom brengende ondernemingsrecht in handen is van een besloten elite. In die hoedanigheid komt Mundin via een politicus in aanraking met Norvell Bright. Die probeert met zijn nogal overheersende vrouw adoptie te krijgen over zijn dochter Alexandria uit een eerder huwelijk. Bright werkt voor een organisatiebureau, dat de Spelen organiseert. Om de dochter terug te vinden moet Mundin zich wenden tot de wijk Hellepoort, een getto van werkelozen, zieken en gekken. Zodra Bright zijn dochter heeft wordt er aan zijn poten gezaagd door zijn collega. Die brengt inventieve ideeën van Bright als zijnde van hemzelf en stort Bright van de middengroep naar de onderklasse. Het gezin wordt daarbij direct in Hellepoort geplaatst. 
In Hellepoort komen Bright en Mundin in contact met de Norma en Don Lavin. Zij zijn in ongenade geraakte nakomelingen van de ontwerper van de zeepbelwoningen (Bubble house). Dat zijn goedkope woningen, die wel alles in zich hebben (volgens de visie van de jaren ’50). Deze woningen worden gefabriceerd door GML, een beursgenoteerd bedrijf. Norma en Don bezitten 25 % van hun aandelen, maar daar kunnen zij  niets mee doen. Aandelen van GML worden altijd met gesloten portefeuille verhandeld. Zij zijn in wezen onmachtig. Mundin trekt zich het lot van Bright en de Lavins aan. Door intriges krijgt hij een aandeel GML in handen, waarmee op de aandeelhoudersvergadering de knuppel in het hoenderhok wil gooien door de inactieve aandelen aan de orde te stellen. 
In zijn strijd krijgt hij steeds meer medestanders binnen het kleine, besloten, financiële wereldje, die uiteraard ook op eigen gewin uit zijn. GML, dat een waarde heeft van 14 biljoen dollars, blijkt voor een groot deel in handen te zijn van Green en Charlesworth. Dat bedrijf wordt gedreven door een aantal rijkelui die zich na die oorlog hebben verzameld in het Empire State Building en van daaruit leiding geven aan de zakenwereld. 
Uiteindelijk weet de door Mundin verzamelde coalitie de macht over GML te krijgen, door hun aandelen op de beurs te gooien en de koers in te laten storten, tezamen met een geruchtencampagne. In de beurscrisis die daarop volgt weten ze een meerderheidsbelang te verwerven in GML en vele andere grote bedrijven.
Daarmee nemen ze in feite een groot deel van de macht over van de groep Green en Charlesworth. Die probeert de nieuwe concurrenten ter verantwoording te roepen, waarbij blijkt dat het een paar in overlevingskisten zittende, honderden jaren oude "monsters" zijn, die beweren een groot deel van de geschiedenis beïnvloed te hebben, door gebruik te maken van hun geestelijke kracht, hun hulpapparaten en hun geld.
Hun poging tot hernieuwde machtsgreep faalt, en daarmee de mogelijkheid het leven om hen heen verder te beïnvloeden. Ze besluiten tot de enig logische conclusie: ze plegen zelfmoord door een atoombom te laten afgaan.